# Riemann-integrál

Az integrál mint a függvénygörbe alatti terület

Riemann-összegek egy sorozata az integrálási intervallum fölötti szabályos felosztású partíción. A felül lévő szám a téglalapok területeinek az összegét mutatja, ami a függvény integráljához konvergál.

A partíciónak ugyanakkor nem kell szabályosnak lennie. A szükséges kritérium a partíciósorozatra (amely fölött vesszük a Riemann összegek sorozatát) az, hogy minden részintervallum hosszának 0-hoz kell tartania.

A matematikai analízisben az érintőprobléma mellett a másik jelentős témakör a kvadratúra problémája, vagyis a függvénygörbe alatti terület meghatározása, azaz az integrálás (régen: egészelés).
Szemléletesen az integrálás feladata azt meghatározni, hogy adott [a,b] zárt intervallumon értelmezett, pozitív értékeket felvevő függvény esetén mekkora területű síktartományt határol a függvény görbéje, az x tengely, valamint az x = a és az x = b egyenes. Valójában ez a másik irányban igaz: Az integrálás segítségével definiálható az említett görbével határolt terület nagysága.
Folytonos függvények integráljára először Cauchy adott minden esetben ellenőrizhető eredményt szolgáltató definíciót. Riemann kérdése az volt, hogy milyen – nem feltétlenül folytonos – függvények esetén értelmes még integrálról beszélni. Ő alkotott először általános definíciót az integrálható függvények osztályának értelmezésére. Azokat a függvényeket, amelyek ennek a definíciónak megfelelnek, Riemann-integrálhatónak nevezzük.

## Riemann-integrál definíciója

### Riemann definíciója
Az integrál jellemzői az integrálandó f(x) függvény és az [a,b] intervallum, amin integrálunk. Az a-t az integrál alsó határának, a b-t az integrál felső határának nevezzük.

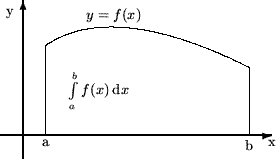
Integrálható (azon belül folytonos) függvény.

Osszuk fel az intervallumot n részre valamilyen {\displaystyle F_{n}=\{x_{0},x_{1},x_{2},\ldots ,x_{n}\}} halmazzal, ahol {\displaystyle a=x_{0}<x_{1}<\cdots <x_{n}=b}. Ezt az Fn halmazt az [a,b] intervallum egy felosztásának nevezzük. A felosztás finomságának nevezzük a felosztás leghosszabb részintervallumának a hosszát. Ennek a jele legyen: {\displaystyle d(F_{n})}

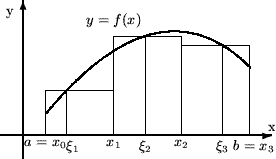
Az integrálási intervallum egy három részintervallumból álló felosztása

Mindegyik [xi-1, xi] részintervallumból (1 ≤ i ≤ n) válasszunk ki tetszőlegesen egy ξi elemet.
Állítsunk f(ξi) magasságú téglalapokat a részintervallumokra, majd összegezzük ezek területét, így megkapjuk az adott felosztással adódó területet, amit közelítő összegnek nevezünk:
{\displaystyle \sigma (F_{n})=\sum _{i=1}^{n}f(\xi _{i})(x_{i}-x_{i-1})}
Ezt a {\displaystyle \Delta x_{i}=(x_{i}-x_{i-1})} jelöléssel a következőképp is felírhatjuk:
{\displaystyle \sigma (F_{n})=\sum _{i=1}^{n}{f(\xi _{i})\Delta x_{i}}=f(\xi _{1})\Delta x_{1}+f(\xi _{2})\Delta x_{2}+\,\cdots \,+f(\xi _{n})\Delta x_{n}}
A felosztásokból az intervallumok számának növelésével készíthetünk végtelen sorozatokat: {\displaystyle \{F_{n}\}=F_{1},F_{2},F_{3},F_{4},\ldots }. Ezeket nevezzük felosztássorozatoknak. Ha egy olyan felosztássorozatot veszünk, melyre a {\displaystyle \{d(F_{n})\}=d(F_{1}),d(F_{2}),\ldots } sorozat a nullához tart, akkor a felosztássorozatot normális felosztássorozatnak vagy minden határon túl finomodó felosztássorozatnak nevezzük.
Ha a közelítő összegek sorozata minden normális felosztássorozat esetén konvergens, akkor azt mondjuk, hogy a függvény Riemann-integrálható az [a,b] intervallumon, és a határértékét a függvény Riemann-integráljának nevezzük. Jele: {\displaystyle \int \limits _{a}^{b}f(x)\,dx} vagy röviden: {\displaystyle \int \limits _{a}^{b}f}.
{\displaystyle d(F_{n})\to 0\Rightarrow \sigma (F_{n})\to \int \limits _{a}^{b}f}
Összefoglalva:
{\displaystyle \int \limits _{a}^{b}f(x)\,dx=\lim _{n\to \infty }\sum _{i=1}^{n}f(\xi _{i})\cdot (x_{i}-x_{i-1})}
ahol
{\displaystyle a=x_{0}<x_{1}<\cdots <x_{n-1}<x_{n}=b}
{\displaystyle x_{i-1}\leq \xi _{i}\leq x_{i}}
{\displaystyle \lim _{n\to \infty }\max \left\{x_{i}-x_{i-1}|1\leq i\leq n\right\}=0}
Bebizonyítható, hogy minden szakaszosan folytonos függvény Riemann-integrálható.

### Jellemzés a Darboux-integrálokkal
Ha a {\displaystyle \sigma _{n}} összegben az {\displaystyle f(\xi _{i})} helyett mindenhol a függvénynek az adott részintervallumbeli felső határát írjuk, akkor a (Darboux-féle) felső integrálközelítő összeghez jutunk: {\displaystyle S_{n}=\sum _{i=1}^{n}{M_{i}(x_{i}-x_{i-1})}}, ahol {\displaystyle M_{i}} a függvény felső határa (supremuma) az {\displaystyle [x_{i-1},x_{i}]} intervallumon.
Hasonló a (Darboux-féle) alsó integrálközelítő összeg definíciója is: {\displaystyle s_{n}=\sum _{i=1}^{n}{m_{i}(x_{i}-x_{i-1})}}, ahol {\displaystyle m_{i}} az függvény alsó határa (infimuma) az {\displaystyle [x_{i-1},x_{i}]} intervallumon.
A Darboux-féle integrálközelítő összegekkel definiálhatjuk minden korlátos függvény Darboux-integráljait.
Az alsó integrálközelítő összegek szuprémuma az alsó Darboux-integrál:
{\displaystyle {\underline {\int _{a}^{b}}}=\sup \limits _{a=x_{1}<\ldots <x_{n}=b}\,\sum _{i=1}^{n}{m_{i}(x_{i}-x_{i-1}})},
és a felső integrálközelítő összegek infimuma a felső Darboux-integrál:
{\displaystyle {\overline {\int _{a}^{b}}}=\inf \limits _{a=x_{1}<\ldots <x_{n}=b}\,\sum _{i=1}^{n}{M_{i}(x_{i}-x_{i-1}})}.
Egy adott intervallumon korlátos függvénynek mindig léteznek a Darboux-integráljai. Egy ilyen függvény akkor és csak akkor integrálható Riemann-féle értelemben, ha az alsó és felső Darboux-integráljaik megegyeznek.

## A Riemann-integrál tulajdonságai

### Kapcsolata a folytonossággal
Az elvárásainknak megfelelően, ha egy függvény folytonos egy korlátos intervallumon, akkor ugyanott Riemann-integrálható is.
Ha {\displaystyle f} Riemann-integrálható {\displaystyle [a,b]}-n, és
{\displaystyle F(t)=\int _{a}^{b}f(t)\,dt},
akkor {\displaystyle F} folytonos {\displaystyle [a,b]}-n.

### Linearitás
Ha {\displaystyle f,g} az {\displaystyle [a,b]} intervallumon Riemann-integrálható függvények, {\displaystyle c} valós konstans, akkor {\displaystyle f\pm g} és {\displaystyle cf} is integrálható ugyanott, és teljesülnek a következők:
{\displaystyle \int _{a}^{b}f(x)\pm g(x)\,dx=\int _{a}^{b}f(x)\,dx\pm \int _{a}^{b}g(x)\,dx}
{\displaystyle \int _{a}^{b}c\cdot f(x)\,dx=c\cdot \int _{a}^{b}f(x)\,dx}

### Az integrációs határok felcserélése
Ha {\displaystyle f} Riemann-integrálható {\displaystyle [a,b]} intervallumon, akkor
{\displaystyle \int _{a}^{b}f(x)\,dx=-\int _{b}^{a}f(x)\,dx}

### Az integrációs intervallum felbonthatósága
Legyen {\displaystyle a<b<c}. Ha {\displaystyle f} Riemann-integrálható {\displaystyle [a,c]} intervallumon, akkor Riemann-integrálható {\displaystyle [a,b]} és {\displaystyle [b,c]} intervallumokon is, valamint:
{\displaystyle \int _{a}^{b}f(x)\,dx+\int _{b}^{c}f(x)\,dx+\int _{c}^{a}f(x)\,dx=0}

### Háromszög-egyenlőtlenség
Ha {\displaystyle f} az {\displaystyle [a,b]} intervallumon Riemann-integrálható függvény, akkor {\displaystyle |f|} is az, és teljesül a következő:
{\displaystyle \left|\int _{a}^{b}f(x)\,dx\right|\leq \int _{a}^{b}\left|f(x)\right|\,dx}

### Cauchy–Schwarz-egyenlőtlenség
Ha {\displaystyle f,g} az {\displaystyle [a,b]} intervallumon integrálhatóak a Riemann-féle értelemben, akkor a négyzeteik és a szorzatuk is, és fennáll a következő egyenlőtlenség:
{\displaystyle \left|\int _{a}^{b}f(x)g(x)\,dx\right|\leq {\sqrt {\int _{a}^{b}f^{2}(x)\,dx}}{\sqrt {\int _{a}^{b}g^{2}(x)\,dx}}}

### Newton–Leibniz-formula
A határozott integrál és a primitív függvény kapcsolatát tárja fel az Isaac Barrow által felfedezett Newton–Leibniz-formula:
Ha {\displaystyle [a,b]}-n {\displaystyle F'=f}, akkor
{\displaystyle \int _{a}^{b}f(x)dx={\Big [}F(x){\Big ]}_{a}^{b}=F(b)-F(a)}
Ezt a formulát Riemann-integrál kielégíti, így a Riemann-integrál megfelel a határozott integrál fogalmáról a XVII. században kialakult intuitív képünknek.
Emellett teljesül a tétel megfordítása is. Ha {\displaystyle f} Riemann-integrálható {\displaystyle [a,b]}-n, és {\displaystyle F(x)=\int _{a}^{x}f(t)\,dt} (azaz {\displaystyle F} határozatlan integrálja f-nek), akkor {\displaystyle F'(x)=f(x)}, az intervallum minden {\displaystyle x} pontjára.

### Parciális integrálás
A Newton-Leibniz formulából már könnyen adódik a parciális integrálás képlete:
{\displaystyle \int _{a}^{b}f(x)\cdot g'(x)\,dx={\Big [}f(x)\cdot g(x){\Big ]}_{a}^{b}-\int _{a}^{b}f'(x)\cdot g(x)\,dx}

### Helyettesítéses integrálás
Legyen {\displaystyle x=\varphi (t)}, ahol {\displaystyle \varphi } folytonosan differenciálható, és {\displaystyle f} folytonos {\displaystyle [a,b]} {\displaystyle \varphi } általi képén. Ekkor
{\displaystyle \int _{\varphi (a)}^{\varphi (b)}f(x)\,dx=\int _{a}^{b}f(\varphi (t))\varphi '(t)\,dt}

## A Riemann-integrálhatóság Lebesgue-féle kritériuma
Egy {\displaystyle [a,b]} intervallumon értelmezett függvény pontosan akkor Riemann-integrálható, ha korlátos és {\displaystyle [a,b]} majdnem minden pontjában folytonos (tehát a szakadási pontok halmaza a Lebesgue-mérték szerint nullmértékű).

## Egyéb integrálok
Bár a Riemann-integrál a leggyakrabban használt integrál, van sok egyéb integrálfogalom:
- Banach-integrál
- Burkill-integrál
- Daniell-integrál
- Darboux-integrál, a Riemann-integrál egy variációja
- Denjoy-integrál, a Riemann- és Lebesgue-integrálok közös általánosítása
- Dirichlet-integrál
- Euler-integrál
- Fejér-integrál
- Haar-integrál
- Henstock–Kurzweil-integrál, a Riemann- és Lebesgue-integrálok közös általánosítása (HK-integrál, valamint Kurzweil-Henstock-integrál néven is)
- Henstock–Kurzweil–Stieltjes integrál (HK-Stieltjes-integrál néven is)
- Itô-integrál
- Itô–Stieltjes-integrál
- Lebesgue-integrál
- Lebesgue–Stieltjes-integrál (Lebesgue–Radon-integrál néven is)
- mérték szerinti integrál, az integrálfogalom legfontosabb mértékelméleti általánosítása
- Perron-integrál, ami ekvivalens a tiltott Denjoy-integrállal
- Poisson-integrál
- Radon-integrál
- Stieltjes-integrál, a Riemann-integrál kiterjesztése (Riemann–Stieltjes-integrálnak is nevezik)
- sztochasztikus integrál
- Wiener-integrál
- Young-féle integrál